# Georges Penchenier
Pour le médecin français, voir Antoine Penchenier.
Georges Penchenier (1919-2006) est un grand reporter de l'audiovisuel français, qui a défié rapidement le pouvoir politique par des reportages sans concessions au service de la RTF de 1958 à 1965.

## Biographie
Georges Penchenier est né le dimanche 5 octobre 1919 à Bayonne, dans les Pyrénées-Atlantiques.
Après des études secondaires à Sainte-Croix de Neuilly où il obtient son baccalauréat en 1937, il est journaliste à Europe 1, puis à la RTF, et ensuite rédacteur en chef et grand reporter à RTL. Dès la Guerre d'Algérie, ses reportages dans Le Monde sur les massacres dans le Constantinois en août 1955 déclenchent une polémique avec le gouvernement français. Ensuite, le 17 février 1959, alors qu'il est présentateur de la RTF, il déclenche une nouvelle polémique car il a fait passer "les troubles sociaux dans le Nord" avant le voyage du général de Gaulle dans le Sud-ouest.
En 1960, il est mis à pied par la RTF pour avoir donné trop d'importance aux accords entre Harold MacMillan et Dwight David Eisenhower, deux jours avant un essai français sur la bombe A. D'autres journalistes comme Claude Darget, Joseph Pasteur, Michel Péricard ou Jacques Sallebert, "moins contestataires qu'animés par le désir d'informer" sont aussi sanctionnés pour des motifs proches. 
En 1962, son collègue Gilbert Lauzun tourne un reportage en Suisse et en Italie, sur le nouveau franc. Le journaliste apprend de façon fortuite que le rédacteur en chef du JT, Max Petit, a modifié son reportage dans un sens favorable au pouvoir, entre les deux tours des élections législatives, qui ont eu lieu les 18 et 25 novembre 1962. Avec Joseph Pasteur et Michel Péricard, Georges Penchenier soutient Gilbert Lauzun. Tous les syndicats de journalistes demandent l'ajournement de la diffusion. 
Cependant dix minutes avant le début du Journal télévisé de 20 heures, André Gérard, directeur des informations de la RTF, ordonne que soit passée intégralement l'émission incriminée.
Georges Penchenier et Michel Péricard décident aussitôt, en accord avec leur syndicat, une grève de protestation. Après avoir fait remarquer que "c'est la Direction elle-même qui l'oblige à passer aux actes", le Syndicat des journalistes de radio et de télévision (SJRT) et FO, participent à la grève. Comme le rédacteur en chef se dispose à présenter seul le journal, le "SJRT invoque le protocole d'accord qui le lie au Syndicat unifié des techniciens (SUT)". Le SUT bloque l'image et le son. De 20 h à 20 h 15, « pendant 20 minutes, le JT est remplacé par des nénuphars » (tract syndical). La France, où seulement un foyer sur 8 a la télévision, apprend le lendemain que les journalistes et les techniciens se sont mis en grève pour protester contre "les trucages des informations par la direction". Premier conflit suscité par des journalistes au nom d'une question de principe, c'est la "grève des nénuphars".
Le gouvernement réagit avec brutalité : Georges Penchenier, Joseph Pasteur et Michel Péricard sont licenciés. Gilbert Lauzun est déplacé aux émissions de radio vers l'étranger. Une pétition protestant contre le licenciement de Georges Penchenier circulera dans l'entreprise.
En 1970, alors qu'il est en reportage pour RTL, il est emprisonné en Tchécoslovaquie. Avec deux étudiants et un professeur, il est accusé d'avoir photographié des installations militaires. Après quatorze jours d'incarcération à Prague, dans un cachot sans lumière, il est enfin libéré.
Georges Penchenier est mort le samedi 4 mars 2006 à Bayonne, dans les Pyrénées-Atlantiques, sur son lieu de naissance, âgé de 86 ans.

## Pour approfondir